# Teleonemia sacchari
Teleonemia sacchari är en insektsart som först beskrevs av Fabricius 1794.  Teleonemia sacchari ingår i släktet Teleonemia och familjen nätskinnbaggar. Inga underarter finns listade i Catalogue of Life.